# هيلدا غورني
هيلدا غورني (بالإنجليزية: Hilda Gurney) هي فارسة سباق أمريكية، ولدت في 1943 في لوس أنجلوس في الولايات المتحدة.

## وصلات خارجية
- هيلدا غورني على موقع أوليمبيديا (الإنجليزية)